# Bộ Chính trị Ban Chấp hành Trung ương Đảng Cộng sản Nga khóa VIII (1919–1920)
Bộ Chính trị Ban Chấp hành Trung ương Đảng Cộng sản Nga khóa VIII (1919-1920) được bầu tại Hội nghị Trung ương lần thứ nhất của Ban chấp hành Trung ương Đảng Cộng sản Nga (Bolsheviks) khóa VIII được tổ chức ngày 25/3/1919.

## Ủy viên chính thức
| Tên (sinh – mất)               | Bắt đầu   | Kết thúc | Thời gian      |
| ------------------------------ | --------- | -------- | -------------- |
| Lev Kamenev (1883–1936)        | 25/3/1919 | 5/4/1920 | 1 năm, 11 ngày |
| Nikolay Krestinsky (1883–1938) | 25/3/1919 | 5/4/1920 | 1 năm, 11 ngày |
| Vladimir Lenin (1870–1924)     | 25/3/1919 | 5/4/1920 | 1 năm, 11 ngày |
| Joseph Stalin (1878–1953)      | 25/3/1919 | 5/4/1920 | 1 năm, 11 ngày |
| Leon Trotsky (1879–1940)       | 25/3/1919 | 5/4/1920 | 1 năm, 11 ngày |

## Ủy viên dự khuyết
| Tên (sinh – mất)              | Bắt đầu   | Kết thúc  | Thời gian      |
| ----------------------------- | --------- | --------- | -------------- |
| Nikolai Bukharin (1888–1938)  | 25/3/1919 | 5/4/1920  | 1 năm, 11 ngày |
| Grigoriy Zinoviev (1883–1936) | 25/3/1919 | 5/4/1920  | 1 năm, 11 ngày |
| Mikhail Kalinin (1875–1946)   | 25/3/1919 | 5/4/1920  | 1 năm, 11 ngày |
| Elena Stasova (1873–1966)     | 13/4/1919 | 26/9/1919 | 166 ngày       |